# Каськов, Митрофан Иванович
Митрофан Иванович Каськов (9 (21) февраля 1867, Новгородская губерния — 15 (28) декабря 1917, Севастополь) — русский контр-адмирал (1916).

## Биография
Из обер-офицерских детей, православный. 15.9.1881 поступил в Морское училище. 15.9.1884 зачислен на действительную службу. Окончил Морское училище (1887). 29.9.1887 произведен в мичманы с назначением в Черноморский флот. 3.10.1887 зачислен во 2-й Черноморский флотский экипаж.  Капитан 1-го ранга (1911). Офицер оперативного отделения штаба Черноморского флота и портов (1905). Штаб-офицер стратегической части Главного морского штаба, затем Морского генерального штаба (1906—1910). Командир мореходной канонерской лодки «Донец» (1910—1912); командир линейного корабля «Пантелеймон» (1912—1916). Участник боя у мыса Сарыч. Обеспечивал доставку морем из Мариуполя двух дивизий для поддержки наступающих частей Кавказского фронта. Начальник штаба командующего флотом Чёрного моря (1916). Зачислен в резерв чинов Черноморского флота (1917).
Убит революционными матросами на Малаховом кургане по инициативе военно-революционного комитета в Севастополе 15 (28) декабря 1917 года.

## Награды
Турецкий орден Меджидие 4-й ст. (11.9.1890), орден Св. Станислава 3-й ст. (6.12.1899), турецкий орден Османие 4-й ст. (19.5.1903), орден Св. Анны 3-й ст. (6.12.1903), орден Св. Станислава 2-й ст. (22.4.1907), орден Св. Анны 2-й ст. (18.4.1910), командорский крест румынского ордена Звезды (13.2.1912), орден Св. Владимира 4-й ст. (6.12.1912), орден Св. Владимира 3-й ст. (6.12.1914), мечи к орден Св. Владимира 3-й ст. (18.5.1915), мечи и бант к орден Св. Владимира 4-й ст. (14.5.1915, утвержден 15.6.1915), орден Св. Станислава 1-й ст. с мечами (30.7.1916).

## Семья
Жена (с 2.6.1892): дочь надворного советника Мария Анатольевна (урожденная Тыртова) (02.01.1877, Москва – 30.10.1961, Кормей-Паризи, Франция). В 1-ю мировую войну – старшая сестра милосердия госпитального судна «Пётр Великий». В 1923–1941 состояла директором диспансера Jeanne d'Arc. В 1928 была награждена французским правительством медалью «Assistance publique» за заслуги в области здравоохранения.
- Дети: Николай (род. 10.5.1896)
- Татьяна (род. 24.7.1897), была замужем за Г. А. Фриде,
- Сергей (8.3.1899–11.3.1978, Монморанси, Франция),
- Елена (род. 29.7.1900),
- Анатолий (30.12.1904–30.8.1978, Богота, Колумбия),
- Людмила (в замужестве Азначеева) (16.5.1906–30.10.1984, Шелль, Франция)[1].